# Lipofektion

ALC-0315 ist ein kationisches Lipid zur Adsorption von Nukleinsäuren

SM-102 ist ein kationisches Lipid zur Adsorption von Nukleinsäuren

Die Lipofektion beschreibt die Transfektion mit Liposomen, Vesikeln oder Micellen.

## Eigenschaften
Durch eine Lipofektion werden meist Nukleinsäuren (z. B. ein Vektor) durch Bindung an oder Einschluss in Liposomen in Zellen eingeschleust. Die Liposomen fusionieren nach Endocytose mit der Endosomenmembran. 
Bei Liposomen, Vesikeln oder Micellen mit kationischen Lipiden kann eine Komplexierung mit den anionischen Nukleinsäuren erfolgen (Nukleinsäure-Adsorption). Bei ausschließlich ungeladenen Lipiden und Membranlipiden müssen die Nukleinsäuren durch eine Einschlussimmobilisierung in Liposomen oder Vesikeln eingeschlossen werden. Die Einschlussimmobilisierung in Liposomen bzw. deren Herstellung erfordert einen höheren zeitlichen Aufwand als die Adsorption, kann jedoch auch Flüssigkeiten und somit auch Moleküle mit einer weniger negativ geladenen Oberfläche (siehe Zeta-Potential) in Zellen einschleusen. Die Adsorption ist die häufiger verwendete Variante der Lipofektion.

## Adsorption
Die Adsorption von Nukleinsäuren wird durch Zugabe von Nukleinsäuren zu einer Emulsion mit basischen Lipiden erreicht. Die basischen Lipide liegen in wässriger Umgebung wie innerhalb und außerhalb von Zellen in Abhängigkeit vom pH-Wert protoniert und somit positiv geladen vor. Die Lipid-Nukleinsäure-Komplexe binden an die Zelloberfläche und werden endozytiert. Im Anschluss führt das positiv geladene Lipid zu Wechselwirkungen mit der Membran des Endosomen, in Folge derer der Lipid-Nukleinsäure-Komplex die Membran durchdringt und ins Zytosol freigesetzt wird. RNA kann im Zytosol verbleiben, während DNA in den Zellkern importiert wird.
Die Transfektionseffizienz sinkt, wenn die Nettoladung der Nukleinsäure-Liposomen-Komplexe nicht mehr positiv ist (s. Zeta-Potential), beispielsweise wenn ein zu großes Nukleinsäure-Transfektionsreagenz-Verhältnis verwendet wird. z. B. bei zu viel DNA oder RNA für die Menge an Transfektionsreagenz. Bei der Lipofektion werden kationische Lipide wie z. B. DOTMA (N-[1-(2,3-Dioleyloxy)propyl]-N,N,N-trimethylammoniumchlorid), DOTAP (1,2-Dioleoyl-3-trimethylammonium-propan), DDA (dimethyldioctadecylammonium), DC-Chol (3b-N-(dimethylaminoethyl)carbamat-cholesterol) oder DOSPER (1,3-Di-Oleoyloxy-2-(6-Carboxy-spermyl)-propylamid) in Verbindung mit ladungsneutralen Membranlipiden (Helferlipide) wie Phosphatidylethanolamin, Phosphatidylcholin und Cholesterol eingesetzt. Das basische Lipid macht oftmals einen Stoffmengenanteil von 50 % des Lipid-Nukleinsäure-Komplexes aus, mit einem Stickstoff-Phosphor-Stoffmengenverhältnis von 3 bis 6.
Aufgrund der Toxizität der kationischen Lipide müssen die für eine Zellart jeweils optimalen Verhältnisse und Mengen an Lipiden und Nukleinsäuren ausgetestet werden. Die kationischen Lipide können proapoptotische und proinflammatorische Effekte auslösen. Nach einer intravenösen Injektion akkumuliert sich ein großer Teil der DNA-Lipid-Komplexe in der Lunge. Es gibt zumindest bei DNA (die über die gleichen Methoden wie RNA angewendet werden und über die gleichen Mechanismen von Zellen aufgenommen werden) nur eine schwache Korrelation zwischen der Aufnahme in Zellkultur und in vivo und keine Korrelation zwischen der Aufnahme in Zellkultur und der Impfwirkung. Daher kann eine Impfwirkung erst ab der Phase der präklinischen Studien abgeschätzt werden. Am Menschen angewendete basische Lipide sind ALC-0315 und SM-102.

## Einschlussimmobilisierung
Die Einschlussimmobilisierung verwendet z. B. die Ether-Lipid-Infusion, eine Spritze mit einem Membranfilter oder Ultraschall zur Erzeugung der Liposomen. 
Seltenere Methoden sind z. B. die Präparation von Erythrozyten-Ghosts (engl. für ‚Geister‘). Dabei werden Erythrozyten in einer hypotonischen Lösung lysiert. Nach Austritt des Zellinhaltes kommt es zu einer spontanen Wiederversiegelung der verbleibenden entleerten Zellmembranen unter Einschluss des umgebenden Mediums, dem die Nukleinsäuren zuvor hinzugefügt wurden. Die Transfektion erfolgt durch Fusion der Zellmembrane analog zur Zellfusion. Die Methode ist zwar relativ aufwändig, kann aber relativ große Volumina aufnehmen und in die Zielzelle abgeben.